# Jerky

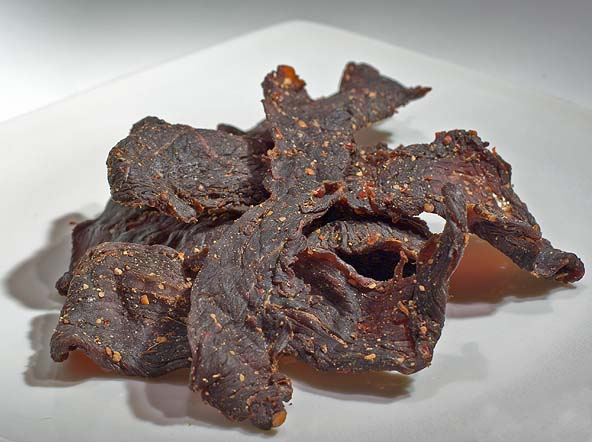
Paski suszonej wołowiny

Jerky – mięso zwykle wołowe, które zostało oczyszczone z tłuszczu, pokrojone w podłużne kawałki, a następnie ususzone, aby zapobiec zepsuciu. Zazwyczaj suszenie to obejmuje dodanie soli w celu zapobiegnięcia rozwojowi bakterii w mięsie. Angielskie słowo jerky pochodzi od hiszpańskiego słowa charqui, które wzięło się od słowa cha’rki z języka keczua. Oznacza ono „suszone, solone mięso”. Do otrzymania tego typu wołowiny niezbędne jest, aby proces suszenia odbywał się w stosunkowo niskiej temperaturze i z odpowiednią ilością soli.  
Nowocześnie produkowana suszona wołowina jest zwykle marynowana w solance z przyprawami (np. ostra papryka, sos sojowy, kolendra, cukier) lub suchej mieszance przypraw, a następnie suszona lub wędzona w niezbyt wysokiej temperaturze (ok. 70 °C). Niektórzy producenci nadal korzystają z tradycyjnej metody opierającej się na soli i suszeniu na słońcu. 
Otrzymana według powyższych metod wołowina będzie słoną lub pikantną przekąską. Niekiedy wykorzystuje się przepisy zakładające użycie dużej ilości cukru, dzięki czemu otrzymana wołowina jest słodka lub półsłodka. Jerky jest gotowa do spożycia i nie wymaga dodatkowego przygotowania. Może być przechowywana przez wiele miesięcy bez chłodzenia.
Inni producenci mielą mięso, przyprawiają, a następnie formują masę w pożądane kształty, które poddawane są suszeniu. Produkty takie składają się z wysoko przetworzonego, siekanego mięsa, zamiast z mięsa tradycyjnie krojonego o zachowanej strukturze mięśniowej. Nazywane są one ground jerky.
Typowa 30 gramowa porcja suszonej wołowiny zawiera 10–15 g białka, 1 g tłuszczu i 0–3 g węglowodanów.